# Росс-Барнетт
Росс-Барнетт (англ. Ross Barnett Reservoir) — крупное водохранилище, сооружённое в 1970-х годах в США в верховьях реки Перл с целью снабжения водой промышленных предприятий и жилищного сектора города Джэксон — столицы штата Миссисипи.
Названо в честь 52-го губернатора штата Миссисипи. Береговая линия водохранилища — 105 км, вытянуто с юго-запада на северо-восток. Расположено в центре штата, по северо-западному берегу водохранилища пролегает древний индейский шлях — Натчез Трейс. В водохранилище также проживает крупнейшая в штате популяция аллигаторов, достигающих в длину 4-5 м. Используется в рекреационных целях (яхты, гольф). Осенью егери водоохранной зоны регулярно проводят отлов аллигаторов, который стал своеобразным спортивным состязанием. Крупнейшие особи достигают в длину 4 метров.